# Lunulospora curvula
Lunulospora curvula är en svampart som beskrevs av Ingold 1942. Lunulospora curvula ingår i släktet Lunulospora, divisionen sporsäcksvampar och riket svampar.   Inga underarter finns listade i Catalogue of Life.